# 灵山卫站
灵山卫站是青岛地铁西海岸快线的地铁车站，位于中华人民共和国山东省青岛市黄岛区东岳东路与阅武路交叉口东侧，于2018年12月26日开通。

## 车站构造

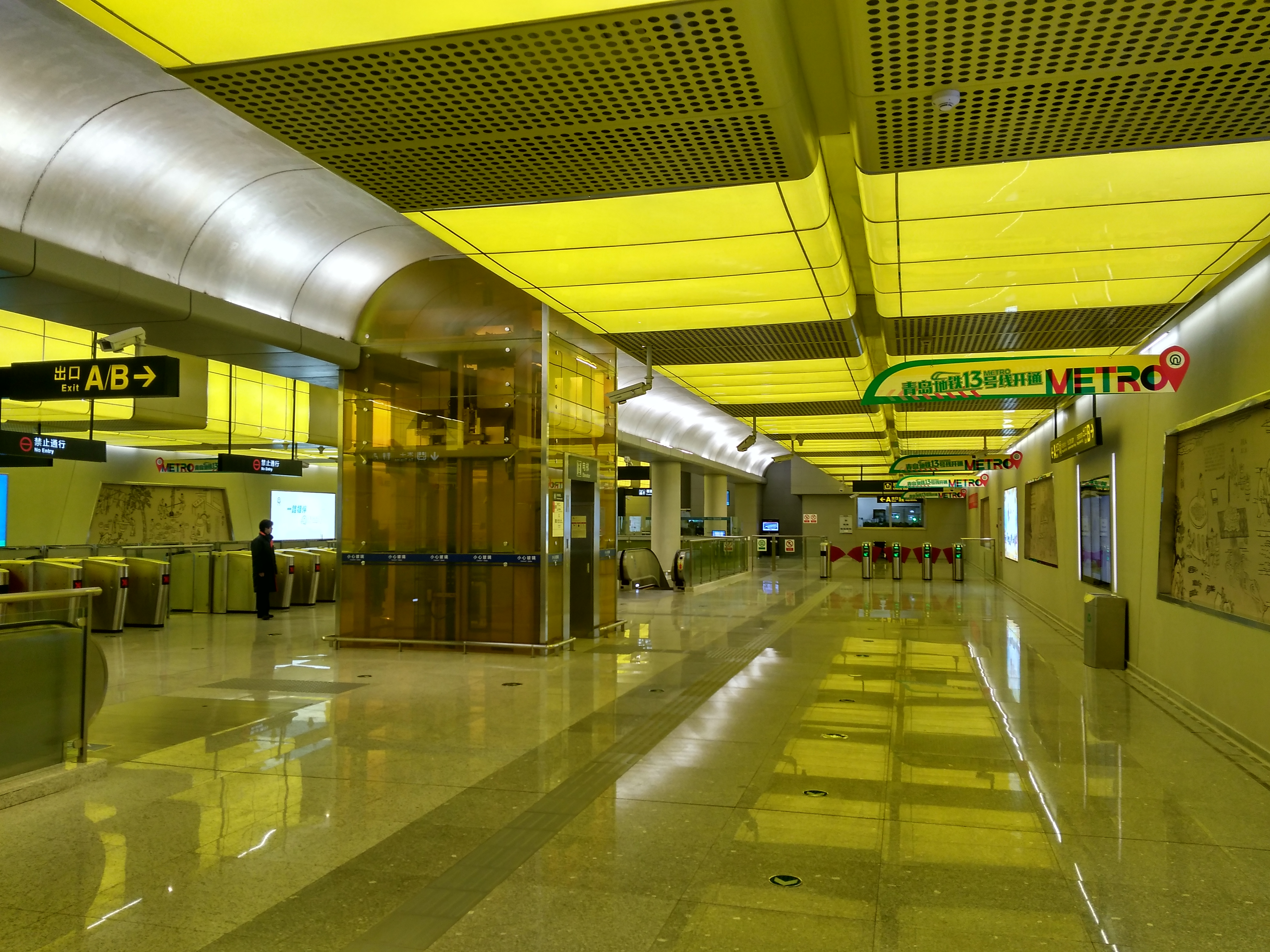
站厅

灵山卫站位于东岳东路与阅武路交叉口东侧，沿东岳东路设置，呈东西走向，为地下两层岛式站台车站，车站长190米，标准段宽20.7米，车站地下一层为站厅层，地下二层为站台层，站台设置全高站台门。车站东侧设有两条出入段线，连通灵山卫停车场。
| 地面              | 出入口 | A、B出入口 |
| 地下一层          | 站厅   | 客服中心、自动售票机、验票机                                                                                              |
| 地下二层          | 站台   | \| \| \| 西海岸快线往董家口火车站（学院路） \| \| 島式 · 開左邊车门 \| \| \| \| \| \| 西海岸快线往嘉陵江西路（积米崖） \| |
|                   |        | 西海岸快线往董家口火车站（学院路）                                                                                        |
| 島式 · 開左邊车门 |        | |
|                   |        | 西海岸快线往嘉陵江西路（积米崖）                                                                                          |

## 出入口
灵山卫站共设2个出入口，各出口及周围设施如下所示：
| 编号                | 指示         | 建议前往的目的地                                       | 图片 |
| ------------------- | ------------ | ------------------------------------------------------ | ---- |
| A · 出口 · （设有） | 东岳东路(北) |                                                        |      |
| B · 出口            | 东岳东路(南) | 青岛西海岸新区城市管理局，青岛西海岸新区市场监督管理局 |      |
| 图例： 设有         |              |                                                        |      |

## 接驳交通

### 公交车
- 灵山卫地铁站：黄岛203路，黄岛37路，黄岛46路，黄岛4路，黄岛305路，黄岛308路，黄岛806路

## 车站历史
本站工程名与正式站名均为灵山卫站，以车站所处的灵山卫街道命名。
- 2018年12月26日，车站随西海岸快线（时称13号线）一期和二期南段通车开通[1]。